# 文塔納斯峰
文塔納斯峰（西班牙語：Cerro las Ventanas），是委內瑞拉的山峰，位於該國西部梅里達州，屬於聖多明各山脈的一部分，處於梅里達市東面，由內華達山脈國家公園負責管轄，海拔高度4,284米。